# نعوة (الضالع)
نعوه الغناء هي إحدى قرى الجمهورية اليمنية. تتبع جغرافيا لمحافظة الضالع و إداريًا لمديرية جبن. يبلغ تعداد سكانها 4372 نسمة حسب الإحصاء الذي أجري عام 2004